# 仙台 - 会津若松線
仙台 - 会津若松線（せんだい・あいづわかまつせん）は、宮城県仙台市と福島県会津若松市を結ぶ高速バスである。予約不要。

## 運行会社
- ジェイアールバス東北（仙台支店）
  - 会津若松に夜到着〜翌朝発の便をJRバスで担当していた時期は、盛岡支店の車両・乗務員で運行されていた。
- 会津乗合自動車（若松営業所）

## 運行経路
宮城球場 ← 仙台駅東口 - 広瀬通一番町 - （仙台西道路） - （仙台宮城IC） - （東北自動車道） - （磐越自動車道） - （会津若松IC） - 会津アピオ入口 - 北柳原 - 会津若松駅前（仙台行は若松バスターミナル） - 神明通り - 鶴ヶ城・合同庁舎前
※仙台行は全便宮城球場まで運行。
※途中、吾妻PAで10分間休憩する。

## 運行回数
- 平日1日4往復（各社2往復）、土休日1日6往復（各社3往復）。

## 運賃
※2023年5月22日改定。
- 大人片道：3,300円。
- 回数券：（3,300円2枚綴り）6,200円

## 歴史
- 1998年（平成10年）7月25日 - 1日4往復で運行開始[2]。当初、6か月の限定運行であった[2]。
- 2000年（平成12年）12月1日 - 1日6往復に増便。バス停追加（会津アピオ入口）。
- 2001年（平成13年）12月1日 - 1日8往復に増便。
- 2005年（平成17年）4月1日 - 仙台行JRバス担当便の一部をプロ野球公式戦開催日に限りフルキャストスタジアム宮城（当時）まで延長開始。
- 2007年（平成19年）5月10日 - 運賃改定。往復乗車券を廃し、回数券を実質値上げ[3]。
- 2011年（平成23年）
  - 3月11日 - 東北地方太平洋沖地震（東日本大震災）の影響により運休。
  - 3月24日 - 臨時ダイヤ（1日2往復、うち会津若松発の1本は翌3月25日から）での運行を開始。客扱い箇所は仙台駅東口と会津若松駅のみ[4]。
  - 3月26日 - 通常運行を再開[5]。
  - 4月3日 - 運用の都合により、JRバス東北担当便の1往復を減便[6]。
  - 7月11日 - 通常運行に復旧。
- 2012年（平成24年）
  - 4月1日 - 仙台行会津バス便の一部（2便）が新たにプロ野球公式戦（デーゲーム）開催日に限り、宮城球場まで延長開始[7] 。
  - 9月15日 - 土曜・日曜・祝日のみ2往復（会津バス便）を三井アウトレットパーク 仙台港まで延伸[8]。
- 2014年（平成26年）
  - 4月1日 - 運賃改定[9]。
  - 9月1日 - 仙台市内の運行経路変更に伴い、電力ビル前バス停への停車を廃止、広瀬通一番町への停車に変更[10]。
- 2017年（平成29年）6月1日 - 会津バス運行の仙台発会津若松行1本を東山温泉（御宿東鳳）まで延長[11]。
- 2018年（平成30年）4月1日 - 三井アウトレットパーク 仙台港への乗り入れを特定日（7月21日 - 8月26日、12月21日 - 1月7日）のみに変更[12]。
- 2019年（平成31年）4月1日 - 運賃改定[13]。特定日の三井アウトレットパーク 仙台港への乗り入れを終了[14]。
- 2020年（令和2年）
  - 4月26日 - 新型コロナウイルスの影響により、この日より当面の間一部便（4往復、各社2往復ずつ）が運休[15]。
  - 7月22日 - この日より全便の運行を再開[16]。
  - 10月1日 - この日より一部便（2往復、各社1往復ずつ）が運休[17][18]。
- 2021年（令和3年）5月10日 - この日より当面の間、一部便（各社1往復ずつ）が月曜 - 木曜運休となる[19]。
- 2022年（令和4年）7月1日 - この日より当面の間、仙台発会津若松行朝の1本を土曜日のみの運行とし、この便を含む1往復の運行をJRバス東北から会津バスに移管（同年11月30日まで[20]）[21][22]。
- 2023年（令和5年）5月22日 - 運賃改定。4枚綴り回数券を廃止[23][1]。
- 2024年（令和6年）
  - 4月1日 - ダイヤ改正。平日を1日4往復、土休日を1日6往復とする。会津バス便（一部）の東山温泉（御宿東鳳）乗り入れを終了[24]。
  - 6月1日 - 仙台行の宮城球場乗り入れを全便・毎日運行に変更[25][26]。

## 車両
各社トイレなしの車両が使用されるが、会津乗合自動車担当便については、夢街道会津号用のトイレ付き車両が使用されることがある（但し、トイレは閉鎖扱いとなり利用できないことが多い）。

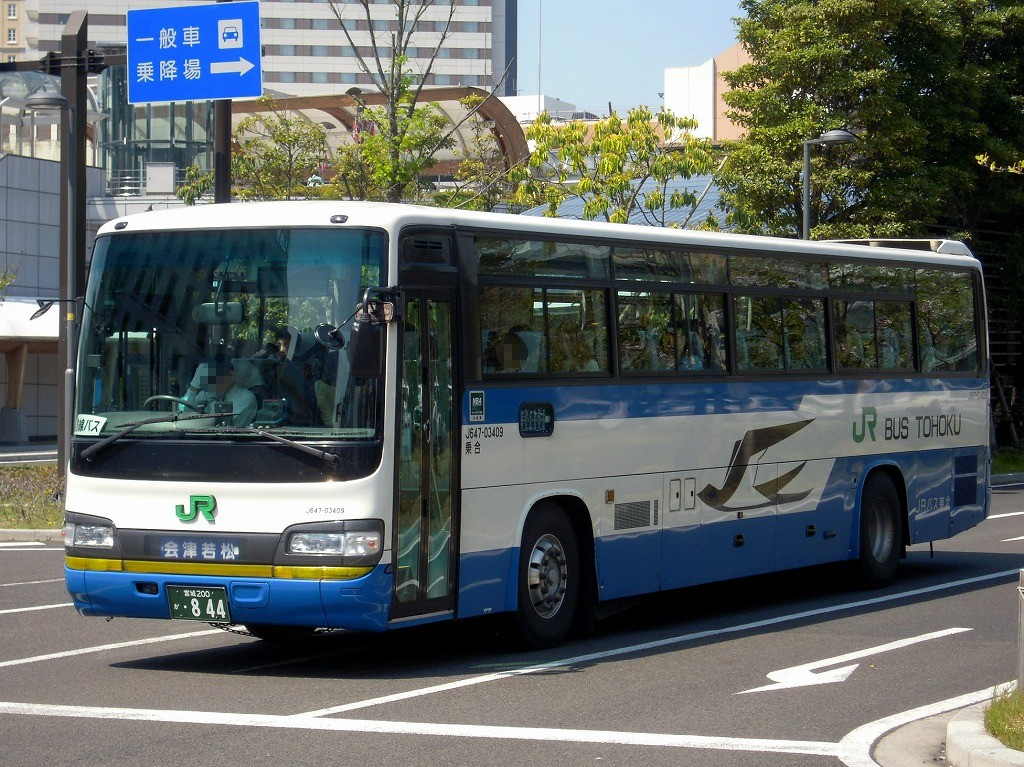
仙台 - 会津若松線（JRバス東北）
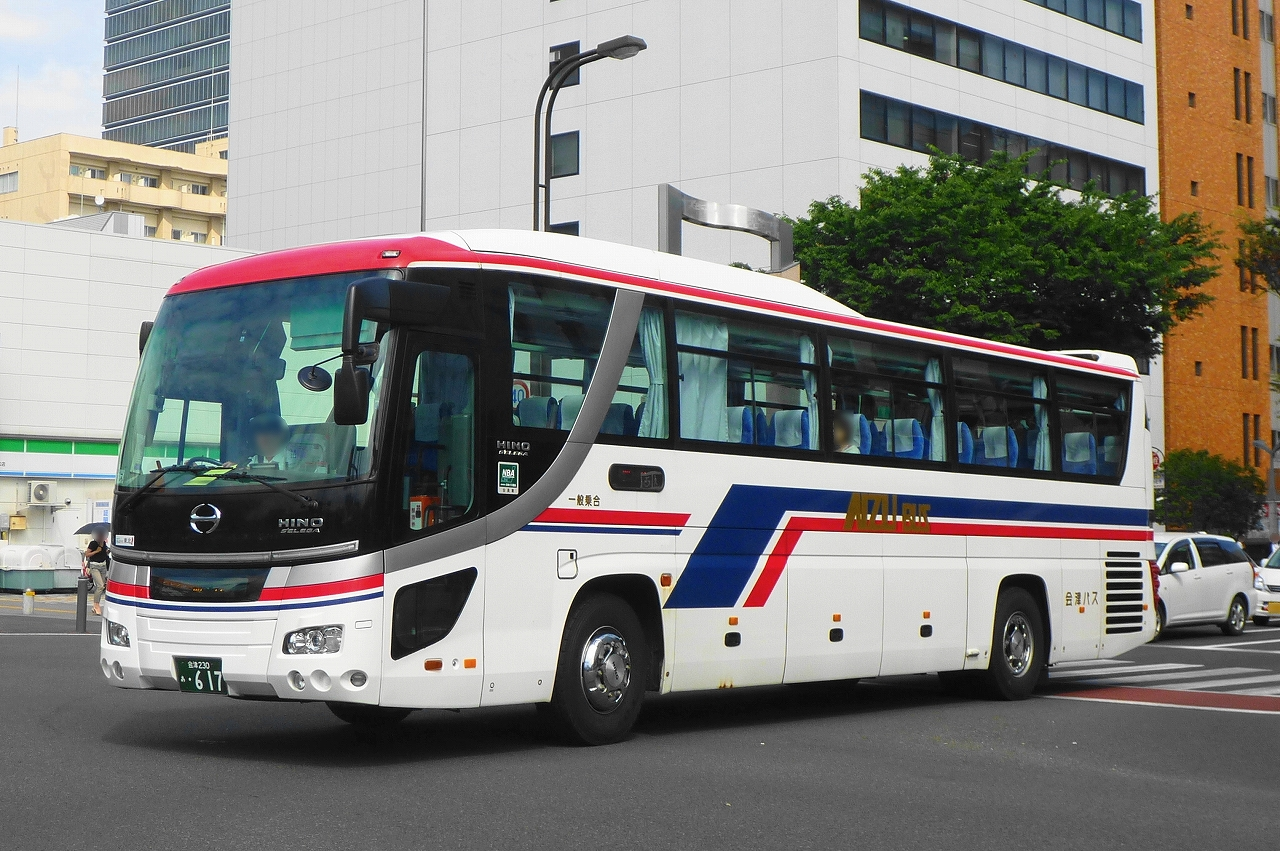
仙台 - 会津若松線（会津乗合自動車）

## 利用状況
| 年度               | 運行日数 | 運行便数 | 年間輸送人員 | 1日平均人員 | 1便平均人員 |
| 2002（平成14）年度 | 365      | 5,848    | 101,717      | 278.7       | 17.4        |
| 2003（平成15）年度 | 366      | 5,865    | 104,693      | 286.0       | 17.9        |
| 2004（平成16）年度 | 365      | 5,792    | 103,595      | 283.8       | 17.9        |
| 2005（平成17）年度 | 365      | 5,790    | 107,984      | 295.8       | 18.7        |
| 2006（平成18）年度 | 365      | 5,825    | 107,957      | 295.8       | 18.5        |
| 2007（平成19）年度 | 366      | 5,873    | 107,332      | 293.3       | 18.3        |